# Espadrille
 (août 2017).
Cet article concerne la chaussure de toile à semelle de corde. Pour une chaussure de sport quelconque, au Québec, voir Chaussure de sport.
Cet article concerne la chaussure de toile à semelle de corde. Pour un aliment gastronomique en Catalogne, voir Espardenya.
.
.
.
.

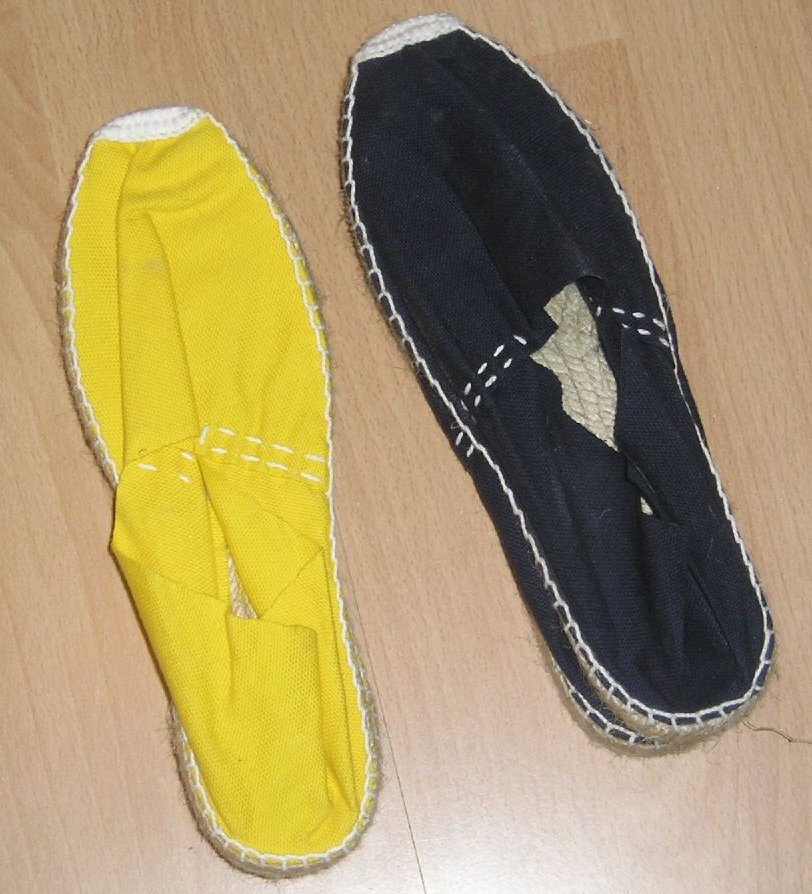
Espadrilles sans lacets (espardenya)

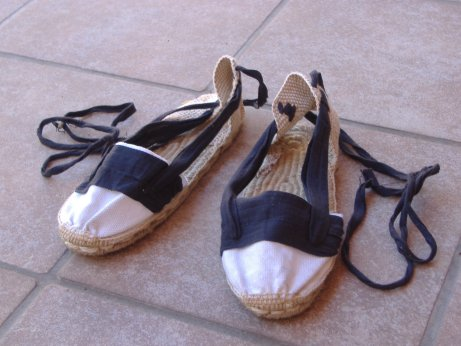
Espadrilles à lacets (espardenya de vetes)

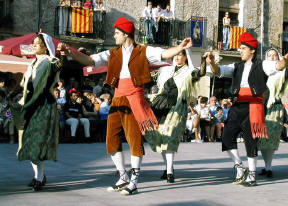
Vêtements traditionnels catalans

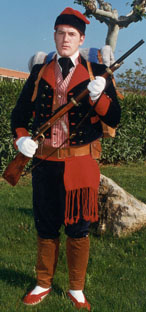
Les Voluntaris Catalans (bénévoles catalans) ont des espadrilles rouges à leur uniforme de gala

Une espadrille est une chaussure légère en toile avec une semelle en corde de  chanvre ou de spart tressée, traditionnelle dans plusieurs régions chaudes du monde. Au Canada francophone, le terme « espadrille » est utilisé pour désigner des chaussures de sport.
Ces sandales pyrénéennes sont très populaires sur les deux versants de la chaîne, de la Catalogne, de l'Occitanie au Pays basque, où elles ont supplanté la traditionnelle abarka. Dans les Pays catalans, elles font partie des costumes féminin et masculin de la paysannerie traditionnelle et elles sont utilisées pour danser la sardane, les trabucaires et la danse des bâtons (ball de bastons), entre autres manifestations de la culture populaire. De plus, les espadrilles, comme les avarques de Minorque, sont des chaussures d'été très prisées aujourd'hui des Catalans.
En Catalogne, on a longtemps cultivé le chanvre pour faire cordes, tissus et espadrilles. Dans les Pyrénées, à cause du climat (humidité, pluie et neige), les espadrilles n'étaient pas aussi pratiques que les chaussures en cuir (chaussures et avarques) ou en bois (sabots), mais on les produisait pour être vendues à la ville. C'est pour cette raison qu'elles se font notamment dans le piémont  pyrénéen en Catalogne du sud, pour être vendues plus au sud, et dans le Haut-Vallespir au nord, pour être vendues en France. Elles se font notamment à Tortellà, à Saint-Laurent-de-Cerdans et à la Farga d'Avall (Pyrénées-Orientales).
Les espadrilles sont également d'usage traditionnel en Asie (notamment en Chine) et en Amérique latine (Pérou, Bolivie, Argentine, Colombie).

## Étymologie
Le terme espadrille est issu par métathèse d’espardille (attesté en 1723), terme emprunté à l'occitan espardi(l)hos « sandales de sparte » (dans Mistral), lui-même dérivé de l'ancien provençal espart « sparterie », du grec ancien σπάρτος « sparte ».

## Histoire
Il existe des références écrites en catalan depuis l'an 1322 où l'on décrit les espadrilles telles qu'elles sont aujourd'hui et on les appelle déjà par leur nom en catalan, espardenya.
En Catalogne, depuis le Moyen Âge, l'espadrille se porte avec ou sans longs lacets noués autour de la cheville. Il y a différents types suivant la couleur employée et suivant la disposition du tissage, la plus courante étant espardenya. Dans les Pyrénées-Orientales, où on l'appelle espardenya vigatana, jusqu'au milieu du XXe siècle, elle servait à tous les moments de la vie, aussi bien pour travailler la terre, pour aller danser, pour marcher en montagne que pour jouer au rugby.
L'espadrille fut portée par les troupes légères de la couronne d'Aragon. Au XVIIe siècle au Pays valencien il était interdit d'offrir, vendre, enseigner à faire ou même faire des espadrilles en présence de juifs, arabes ou d'autres gens « qui ne soient pas de notre nation ».
C'est vers 1860 que venant d'Espagne l'industrie de la sandale fut introduite à Saint-Laurent-de-Cerdans. Ce fut un nommé Francisco Sans qui le premier fabriqua mécaniquement à Barcelone le tissu pour sandales. Il enseigna à son neveu Joseph Sans ses procédés pour développer cette industrie à Saint-Laurent son village natal. L'invention par Joseph Sans d'une spécialité de tresse pour semelles à la main donna à la maison un essor inespéré (plus de 250 personnes travaillent alors dans cette fabrique). Parallèlement de nombreux ateliers de fabrication d'espadrilles vont se développer à Saint-Laurent.
Au début du XXe siècle la commune de Saint-Laurent compte plus de 3 000 habitants, dont une grande partie (plus de 1000 personnes) est employée dans la fabrication de toiles et espadrilles. Saint-Laurent devient alors l'un des plus grands centres de production en France. Dans les années 1950 commence une crise qui va s'échelonner sur une vingtaine d'années avec la reconversion dans un premier temps de l'espadrille en chaussure de fantaisie puis la réduction du nombre d'emplois et la fermeture petit à petit des ateliers.
Pendant la Guerre d'Espagne, comme on manquait d’espadrilles dans les magasins, comme de la plupart des denrées et des aliments, les femmes catalanes fabriquaient les espadrilles à la maison avec une semelle à base de caoutchouc réalisée à partir de la découpe de pneus de voiture et le reste tissé au crochet. En 1964, l'espadrille fut imposée par décret royal à l'infanterie espagnole. Dans les années 1970, dans les Catalognes en Espagne, les espadrilles sont considérées comme le contraire de la modernité, on ne veut plus associer la culture catalane aux espadrilles et à la barretina, vues comme trop régionales et folkloriques, la dictature finissant, on aura envie de s'ouvrir à l'extérieur pour regarder vers le futur, pas en arrière vers le passé: "la culture catalane est beaucoup plus que des espadrilles, sardanes et barça". En 1976, il ne restait à Saint-Laurent que 490 personnes qui travaillaient dans l'industrie de l'espadrille. De nos jours, la majeure partie des espadrilles vendues en France sont importées d'Inde et du Bangladesh qui sont les principaux producteurs de Jute.
Au XXIe siècle, l'espadrille dans les pays catalans n'est pas considérée de la même manière que dans les années 1970. Elle est devenue un type de chaussure à la mode pendant l'été. De plus, les traditions catalanes sont assumées et revendiquées, et la plupart d'entre elles[pas clair], notamment celles associées aux Festes Majors, leurs costumes inclus, ont gagné de plus en plus participants et d'amateurs. Les espadrilles sont associées au régionalisme catalan, à l'écologie et à une post-urbanité très en vogue. Elles se sont transformées en objets de design.
Aujourd'hui encore elles font partie intégrante de l'uniforme de gala (utilisé pour les cérémonies protocolaires) de la police régionale de Catalogne, les Mossos d'Esquadra, elles sont alors de couleur bleue.

## Références culturelles

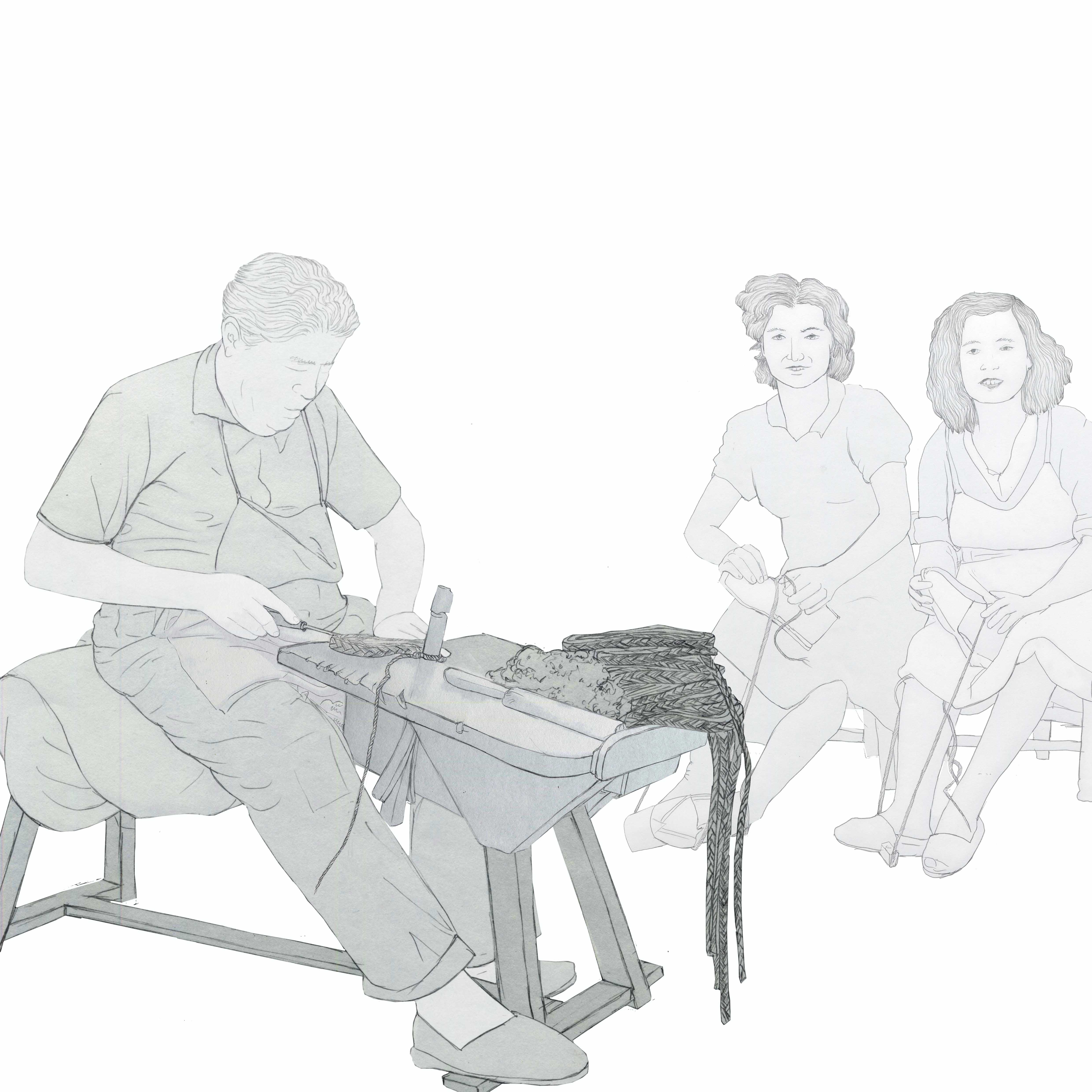
Fabrication traditionnelle d'espadrilles, Musée valencien d'ethnologie.